# Беллуско
Беллуско (итал. Bellusco) — коммуна в Италии, в провинции Монца-э-Брианца области Ломбардия.
Население составляет 7345 человек (мужчин 3.602, женщин 3.743), плотность населения составляет 1.133,5 чел./км². Занимает площадь 6,48 км². Почтовый индекс — 20882. Телефонный код — 039.
Покровительницей коммуны почитается святая Иустина, празднование во второе воскресение сентября.